# (6476) 1987 VT
A (6476) 1987 VT a Naprendszer kisbolygóövében található aszteroida. Zdenka Vávrová fedezte fel 1987. november 15-én.